# Kosta
Kosta je moško osebno ime.

## Izvor imena
Ime Kosta je različica moškega osebnega imena Konstantin.

## Pogostost imena
Po podatkih Statističnega urada Republike Slovenije je bilo na dan 31. decembra 2007 v Sloveniji število moških oseb z imenom Kosta: 53.

## Osebni praznik
Osebe z imenom Kosta lahko godujejo takrat kot osebe z imenom Konstantin, kar pomeni, da gre za skrajšano različico tega imena.